# Triple B.V.
Die Triple B.V. ist eine niederländische Holdinggesellschaft und die Muttergesellschaft der TMC International B.V. (The Member Company), einem Unternehmen, das Ingenieur- und Beratungsdienstleistungen in verschiedenen Branchen anbietet. Die Triple B.V. verwaltet die strategische Ausrichtung und das Beteiligungsportfolio der TMC Group. Sie ist eine private Gesellschaft mit beschränkter Haftung, die in Amsterdam, Niederlande, eingetragen ist.

## Unternehmensstruktur
Die Triple B.V. ist als Holdinggesellschaft organisiert und hält alle Anteile an der TMC International B.V., die in 16 Ländern, darunter auch in Deutschland, tätig ist. Die Gruppe ist insbesondere in den Bereichen Technologie, Ingenieurwesen und Beratung aktiv. Die Führung der Triple B.V. und TMC International B.V. liegt bei einem Managementteam, mit Emmanuel Mottrie als CEO (Stand 2025). Der Gründer von TMC, Thijs Manders, ist weiterhin als Vorstandsmitglied involviert. Die Gesamteinnahmen aus Dienstleistungen für den Berichtszeitraum 2023 belaufen sich auf 215,9 Millionen Euro (2022: 178,7 Millionen Euro). Die Anzahl der Beschäftigten beläuft sich auf insgesamt 2226 Mitarbeiter (2023).  2019 trat Apheon Management SA als neuer Investor bei und hat die Mehrheitsbeteiligung an TMC erworben. Nach einer Fusion in 2024 von Apheon und MML Growth Capital LLP haben diese seitdem gemeinsam die Mehrheitsbeteiligung an der Triple B.V.

## Industriebereiche
Die TMC Group (Triple B.V.)  ist in folgenden Industriebereichen tätig:
- Automobil-, Schienen- und Transportwesen
- Luft- und Raumfahrt sowie Verteidigung
- Chemie-, Prozess- und Lebensmittelindustrie
- Ingenieur- und Bauwesen
- Halbleiter
- Life Sciences und Pharmaindustrie
- High-Tech
- Energie und Umwelt
- Finanz- und IT-Dienstleistungen
- Telekommunikation und Medien
- Öffentliche Hand und Regierung
- Einzelhandel und Verbraucherdienstleistungen